# Heinrich Tischler
Heinrich Tischler (ur. 25 maja 1892 w Koźlu, zm. 16 grudnia 1938 we Wrocławiu) – niemiecki malarz, architekt wnętrz, projektant grafiki.

## Życiorys
W 1897 zamieszkał we Wrocławiu, po ukończeniu gimnazjum ukończył rzemieślniczy kurs budownictwa. Od 1912 studiował architekturę i malarstwo w Miejskiej Szkole Sztuki i Rzemiosła, w 1914 przerwał naukę i został wcielony do wojska, walczył w I wojnie światowej. W 1918 powrócił na uczelnię, zajęcia prowadzili Hans Poelzig i Fryderyk Pautsch. Jednym z jego nauczycieli był Otto Mueller z którym połączyła go serdeczna przyjaźń. W 1925 założył z Isidorem Ascheimem szkołę malarstwa i grafiki, ponadto prowadził własną pracownię. Od 1927 był dekoratorem wnętrz domu handlowego Rudolfa Petersdorffa oraz projektantem domu handlowego Gurassa w Opolu. Po dojściu do władzy nazistów otrzymał jak wszyscy artyści pochodzenia żydowskiego zakaz wykonywania zawodu, był inwigilowany, a 11 XI 1938 r. aresztowany i uwięziony w KL Buchenwald. Podczas pobytu w obozie był wielokrotnie brutalnie przesłuchiwany, po uwolnieniu z braku dowodów powrócił do Wrocławia, ale z powodu odniesionych obrażeń i wyniszczenia organizmu wkrótce zmarł.
Tworzył liczne portrety, pejzaże i sceny figuralne, początkowo ekstatyczne i ekspresjonistyczne, a następnie realistyczne. Nadawał im cech tajemniczości poprzez stosowanie stonowanych, ciemnych barw. Po jego śmierci wdowa uratowała część zbiorów zabierając je do Wielkiej Brytanii, pewna ilość zbiorów weszła w posiadanie kolekcjonera sztuki Hansa Petera Reisse, a obecnie znajdują się w zbiorach Muzeum Śląskiego w Görlitz i Muzeum Miejskim we Wrocławiu.
W 2016 r. twórczości Tischlera i jego współpracowników poświęcono wystawę w Muzeum Miejskim Wrocławia.
Jego kuzynami byli: lekarz Siegmund Hadda i architekt Moritz Hadda.